# Giờ cao điểm

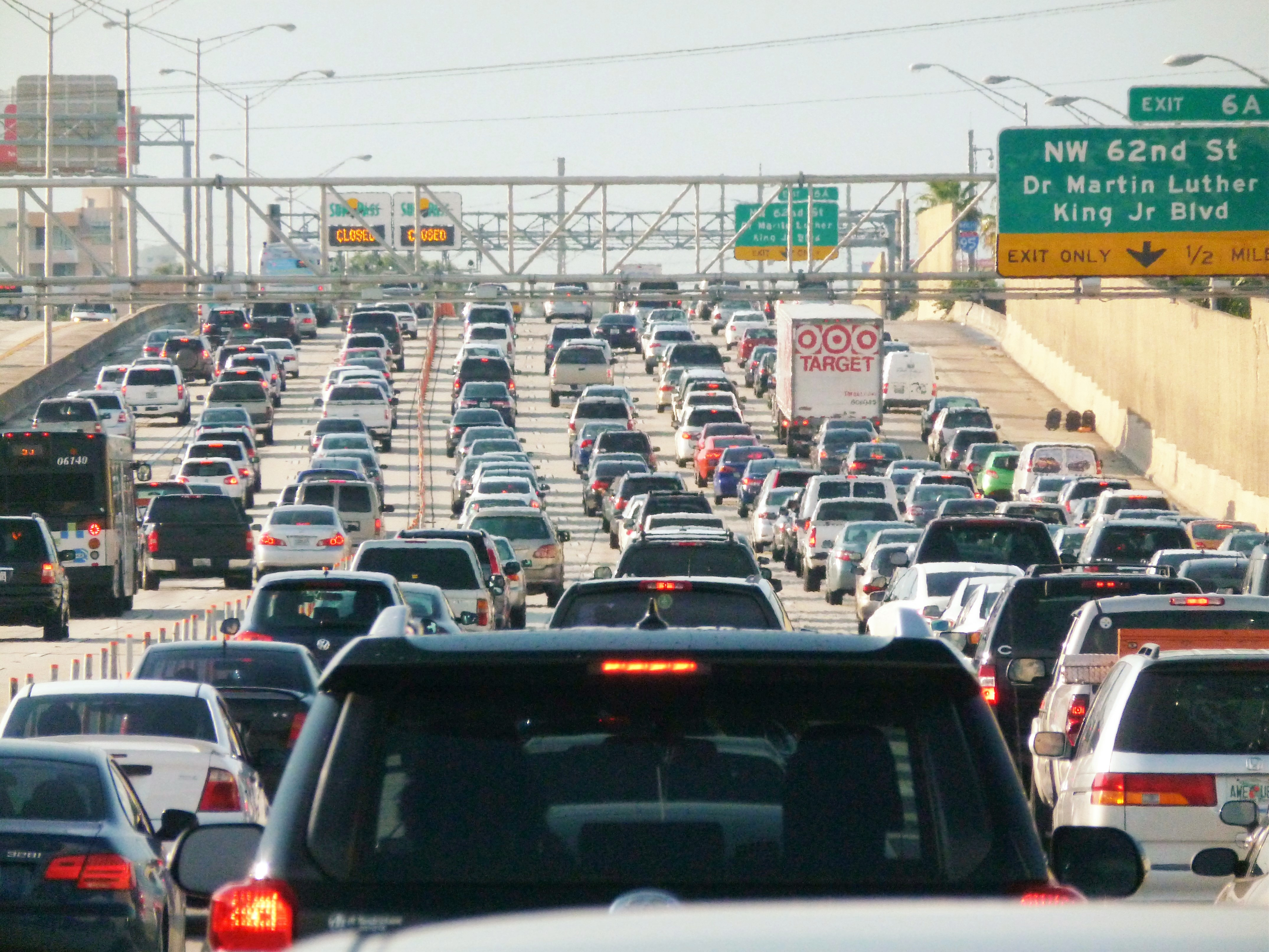
Giờ cao điểm buổi chiều trên xa lộ Liên tiểu bang 95 ở Miami, tiểu bang Florida, Hoa Kỳ

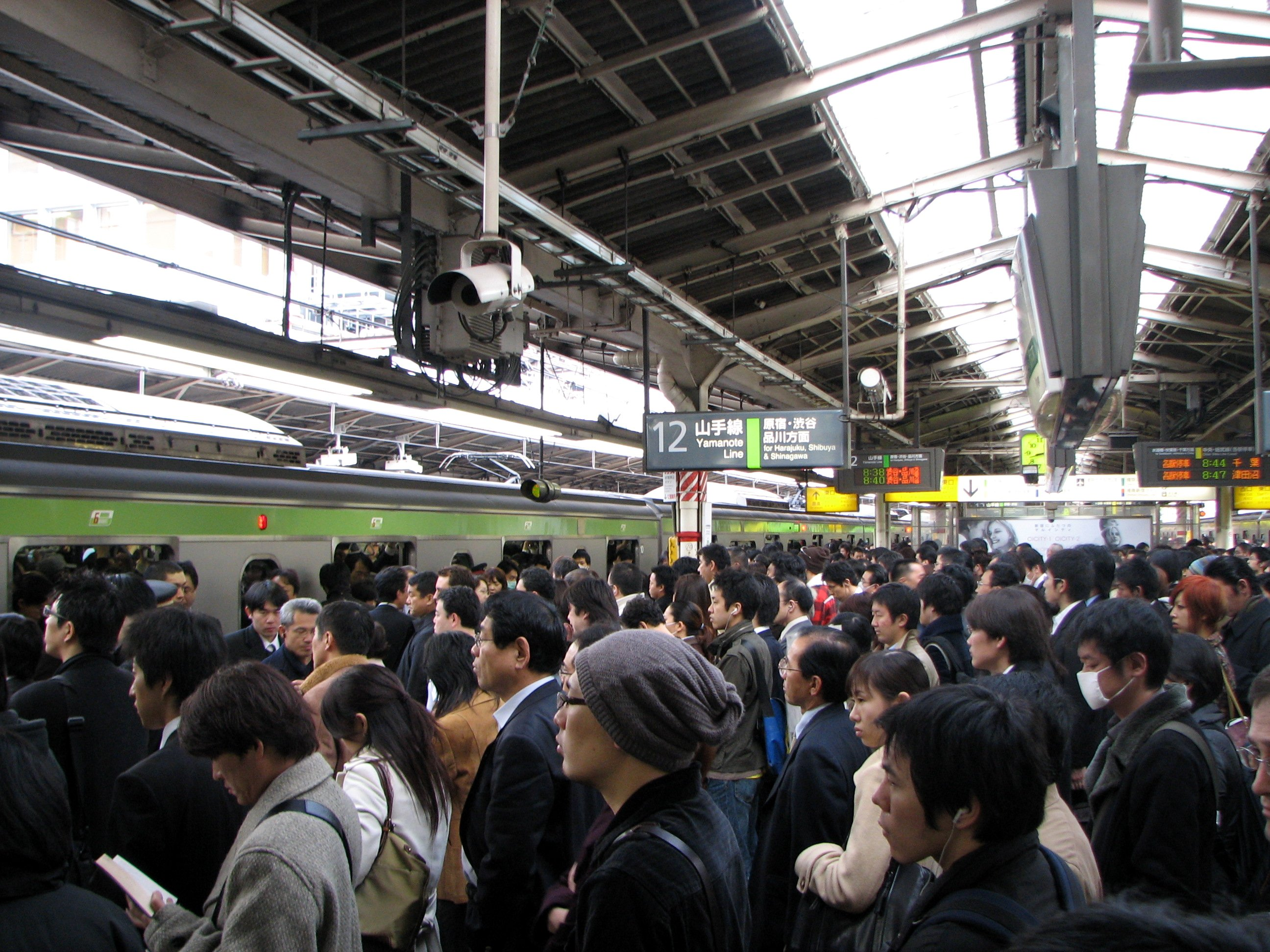
Giờ cao điểm tại ga tàu điện ngầm Shinjuku, Tokyo, Nhật Bản. Đây là ga tàu đông đúc nhất thế giới.

Giờ cao điểm (tiếng Anh: rush hour, peak hour) là một hay nhiều khoảng thời gian trong ngày diễn ra tắc nghẽn giao thông trên đường phố, hoặc phương tiện giao thông công cộng đạt đến mức cao nhất về lượng hành khách. Thường thì điều này xảy ra hai lần mỗi ngày trong tuần: một lần vào buổi sáng và một lần vào buổi chiều hoặc tối, thời gian mà hầu hết mọi người đổ ra đường hay lên phương tiện giao thông công cộng. Thuật ngữ này thường được sử dụng để chỉ một khoảng thời gian tắc nghẽn giao thông ở mức độ cao có thể kéo dài hơn một giờ đồng hồ.
Dù đây là một thuật ngữ có nghĩa rất rộng nhưng thường đề cập nhiều nhất đến vấn đề giao thông vận tải bằng xe cá nhân, ngay cả khi có một lượng lớn xe trên đường nhưng không nhiều người, hoặc nếu lưu lượng phương tiện giao thông vẫn giữ mức bình thường nhưng lại có một sự gián đoạn về mặt tốc độ. Tương tự như giao thông, thuật ngữ "giờ cao điểm Internet" được sử dụng để mô tả các khoảng thời gian mà mức độ sử dụng mạng dữ liệu đạt mức rất cao, khiến người dùng bị trễ hẹn hay hay việc giao hàng bị chậm.